# William Harvey

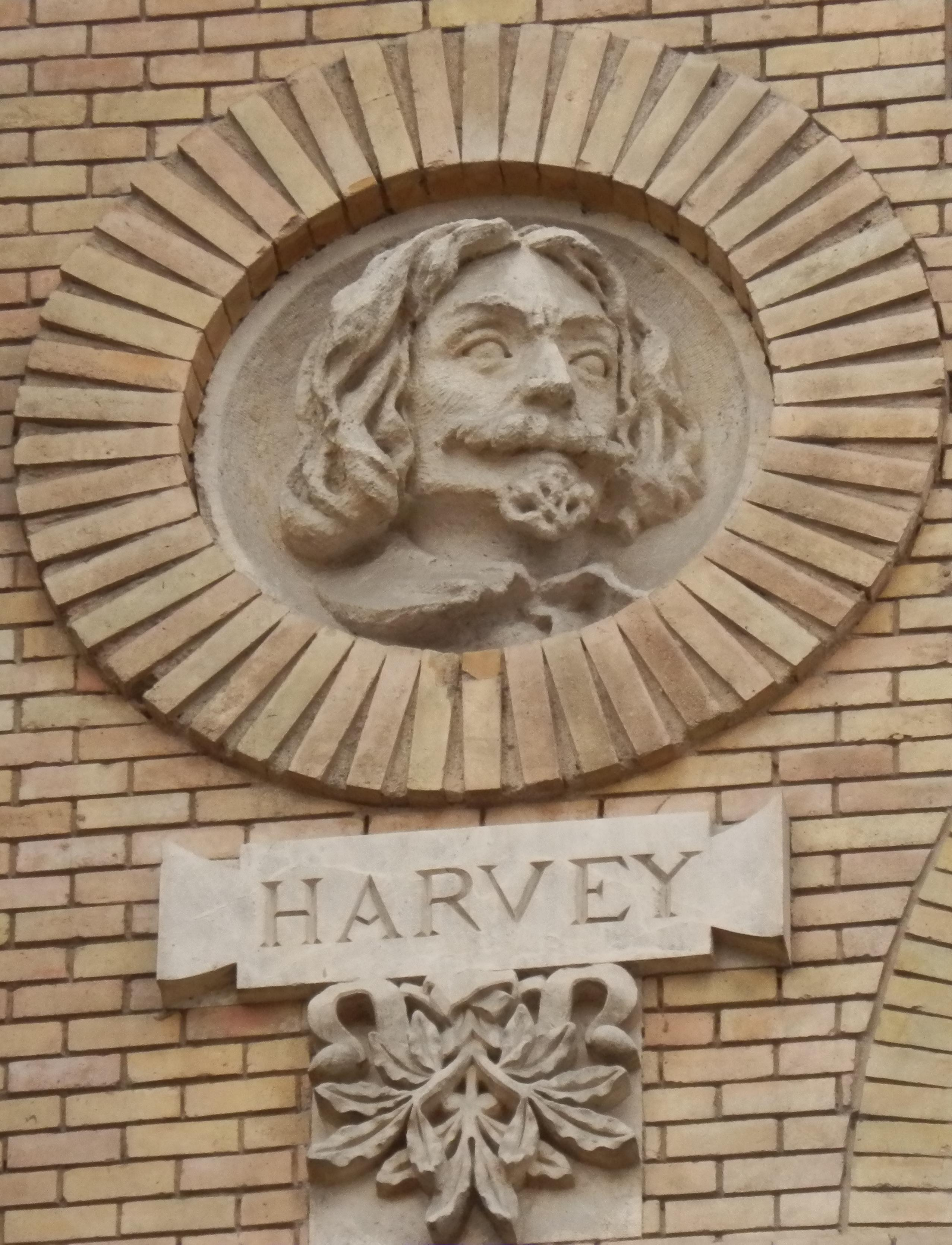
Imagen de Harvey, en la fachada del paraninfo de la Universidad de Zaragoza.

William Harvey (1 de abril de 1578 - 3 de junio de 1657) fue un médico inglés a quien se le atribuye describir correctamente, por primera vez, la circulación y las propiedades de la sangre al ser distribuida por todo el cuerpo a través del bombeo del corazón. Este descubrimiento confirmó las ideas de René Descartes, que en su libro Descripción del cuerpo humano había dicho que las arterias y las venas eran tubos que transportan nutrientes alrededor del cuerpo.
Así mismo, en 1651 mencionó por primera vez el concepto de ovocito mediante la sentencia latina «ex ovo omnia» (Todo procede de un huevo). No lo observó como tal, pero fue el primero en sugerir que los seres humanos y otros mamíferos albergan una especie de “huevo” que contiene al individuo sucesor; teoría criticada por la sociedad del momento.
Fue el primer médico conocido en describir completamente, y en detalle, la circulación sistémica y las propiedades de la sangre bombeada al cerebro y al resto del cuerpo por el corazón, aunque escritores anteriores, como Realdo Colombo, Miguel Servet, y Jacques Dubois, habían proporcionado precursores de la teoría.

## Infancia y educación
Harvey nació en Folkestone, Kent, Inglaterra, el 1 de abril de 1578, y fue hijo de Thomas Harvey, un próspero comerciante. En primer lugar estudió en The King's School de Canterbury, una prestigiosa grammar school. A los quince años ingresó en el Gonville and Caius College de Cambridge, institución de atmósfera italianizante debido a la formación en Padua de su director, John Caius, quien incorporó al college las directrices de la educación paduana. En 1597 recibe su grado de Bachelor of Arts y parte rumbo a Italia para ingresar un año más tarde a la Universidad de Padua, donde estudió con el maestro Hyeronimus Fabricius, graduándose como médico en 1602. De regreso a Inglaterra, revalidó su título italiano en la Universidad de Cambridge. En 1604 se casó con Elizabeth Browne sin tener descendencia.

### El Colegio de Médicos, matrimonio y Hospital de San Bartolomé
Tras graduarse en Padua, Harvey regresó inmediatamente a Inglaterra, donde obtuvo el título de doctor en Medicina por la Universidad de Cambridge ese mismo año, y se convirtió en miembro del Gonville and Caius College. Tras ello, Harvey se estableció en Londres, ingresando en el Royal College of Physicians el 5 de octubre de 1604.
Pocas semanas después de su ingreso, Harvey se casó con Elizabeth Browne, "hija de Lancelot Browne Dr. Physic" (médico). No tuvieron hijos.[cita requerida]
Harvey fue elegido miembro del Real Colegio de Médicos el 5 de junio de 1607, lo que le valió las Letras postnominales FRCP. A continuación aceptó un puesto en el Hospital de San Bartolomé que ocuparía durante casi todo el resto de su vida. Sucediendo al Dr. Wilkinson el 14 de octubre de 1609, se convirtió en el médico a cargo del St Bartholomew's Hospital, que le ordenó, "en el santísimo nombre de Dios", "esforzarte por hacer lo mejor que sepas en la profesión de la medicina a los pobres presentes, o a cualquier otro pobre en cualquier momento de la semana que te envíe a casa el Hospitalario...". Por favor, lucro o ganancia, no designarás ni escribirás nada para los pobres, sino las cosas buenas y sanas que, según tu mejor parecer, puedan hacer bien a los pobres, sin tener ningún afecto o respeto por el boticario. Y no aceptarás ningún regalo o recompensa... por tu consejo... Esto prometerás hacer como responderás ante Dios... "
Harvey ganaba alrededor de treinta y tres libras al año y vivía en una pequeña casa en Ludgate, aunque dos casas en West Smithfield estaban vinculadas como beneficios adicionales al puesto de médico. En ese momento, la función del médico consistía en un sencillo pero minucioso análisis de los pacientes que eran llevados al hospital una vez a la semana y la posterior redacción de recetas.

### Conferenciante lumpen
La siguiente fase importante de la vida de Harvey comenzó con su nombramiento como Lumleian lecturer el 4 de agosto de 1615. La cátedra Lumleiana, fundada por Lord Lumley y el doctor Richard Caldwell en 1582, consistía en dar conferencias durante un periodo de siete años, con el propósito de "difundir la luz" y aumentar el conocimiento general de la anatomía en toda Inglaterra. 
Harvey comenzó sus conferencias en abril de 1616. En ese momento, a la edad de treinta y siete años, fue descrito como "un hombre de baja estatura, de cara redonda; sus ojos pequeños, redondos, muy negros y llenos de espíritu; su pelo negro como un cuervo y rizado". Los apuntes que utilizó en su día se conservan en el Museo Británico.
Al comienzo de sus conferencias, Harvey estableció los cánones para su guía:
1. "Mostrar tanto como sea posible de un vistazo, todo el vientre por ejemplo, y después subdividir las partes según sus posiciones y relaciones.
2. Señalar lo que es peculiar del cuerpo que se disecciona.
3. Proporcionar sólo de palabra lo que no se puede mostrar por su propio crédito y por la autoridad.
4. Cortar tanto como sea posible a la vista del público.
5. Impulsar la opinión correcta con observaciones extraídas de lejos y de cerca, e ilustrar al hombre con la estructura de los animales.
6. No para alabar o desacreditar a otros anatomistas, porque todos lo hicieron bien, y hubo alguna excusa incluso para los que están en el error.
7. No disputar con otros, ni tratar de refutarlos, excepto por la réplica más obvia.
8. Expresar las cosas breve y claramente, pero sin dejar pasar sin mencionar nada que se pueda ver.
9. No hablar de nada que pueda explicarse tan bien sin el cuerpo o que pueda leerse en casa.
10. No entrar en demasiados detalles, ni en disecciones demasiado minuciosas, pues el tiempo no lo permite.
11. Servir tres platos según la copa [es decir asignar un tiempo definido a cada parte del cuerpo]. En las conferencias del primer día, el abdomen, desagradable pero recompensado por su infinita variedad. En el segundo, el salón, [es decir el tórax]. En la conferencia del tercer día, el banquete divino del cerebro."[16]

### Médico de Jacobo I
Harvey continuó participando en las conferencias de Lumleian al tiempo que atendía a sus pacientes en el Hospital de San Bartolomé; de este modo pronto alcanzó una práctica importante y bastante lucrativa, que culminó con su nombramiento como 'Médico Extraordinario' de Rey Jacobo I el 3 de febrero de 1618. Parece que también prestó sus servicios a varios aristócratas, entre ellos Lord Canciller Bacon. Bacon no impresionó en absoluto a Harvey, de mentalidad más práctica, que se negó a considerarlo un gran filósofo. Dijo de él: "Escribe filosofía como un Lord Canciller".
En 1628 publicó en Frankfurt su tratado completo sobre la circulación de la sangre, el De Motu Cordis. Como resultado de los comentarios negativos de otros médicos Harvey "cayó poderosamente en su práctica", pero continuó avanzando en su carrera. Fue reelegido "Censor" del Colegio de Médicos en 1629, tras haber sido elegido por primera vez en 1613 y por segunda vez en 1625. Con el tiempo, Harvey también fue elegido Tesorero del Colegio.

### Juicios por brujería
Harvey fue un destacado escéptico respecto a las acusaciones de brujería. Fue uno de los examinadores de cuatro mujeres de Lancashire acusadas de brujería en 1634, y como consecuencia de su informe, todas ellas fueron absueltas. Anteriormente, en 1632, mientras viajaba con el Rey a Newmarket, había sido enviado a investigar a una mujer acusada de ser bruja. Al principio, le dijo que era un mago y que había venido a discutir con ella sobre el Oficio, y le preguntó si tenía un familiar. Ella dejó un plato de leche y llamó a un sapo que salió y se bebió la leche. Entonces la mandó a buscar cerveza, mató al sapo y lo diseccionó, llegando a la conclusión de que era un animal normal y corriente y que no tenía nada de sobrenatural. Cuando la mujer regresó, naturalmente estaba muy enfadada y disgustada, pero Harvey finalmente la hizo callar diciendo que él era el médico del rey, enviado para descubrir si era una bruja, y si lo era, para que la detuvieran.

### Excursiones al extranjero, elección como médico de Carlos I y la guerra civil inglesa
A la edad de cincuenta y dos años, Harvey recibió órdenes del rey de acompañar a Duque de Lennox durante su viaje al extranjero. Este viaje -el primero tras el regreso de Harvey de Padua- duró tres años, llevando a Harvey por los países de Francia y España durante la Guerra de Mantua y la peste. Durante este viaje escribió al vizconde Dorchester:

"Puedo quejarme de que por el camino apenas pudimos ver un perro, cuervo, milano o cualquier otra ave, ni nada que anatomizar, sólo algunas personas miserables, las reliquias de la guerra y la peste donde el hambre había hecho anatomías antes de que yo llegara. Es poco creíble que en países tan ricos, populosos y abundantes como éstos hubiera tanta miseria y desolación, pobreza y hambre en tan poco tiempo, como hemos visto. Interpreto bien que será un gran motivo para todos los de aquí tener y procurar la seguridad de una paz asentada. Es tiempo de dejar de pelear cuando no hay qué comer, ni qué guardar, ni qué conseguir".

Tras regresar a Inglaterra en 1632. Harvey acompañó al rey Charles I allá donde fuera como 'Physician in Ordinary'. En particular, las expediciones de caza de Carlos dieron a Harvey acceso a muchos cadáveres de ciervos; fue sobre ellos que Harvey hizo muchas observaciones y desarrolló sus teorías. Harvey regresó a Italia en octubre de 1636 y cenó en el Colegio Inglés de Roma como invitado de los jesuitas. Es posible que conociera a Galileo en Florencia durante su viaje.
Durante la guerra civil inglesa una turba de ciudadanos-soldados opuestos al Rey entraron en el alojamiento de Harvey, robaron sus bienes y esparcieron sus papeles. Los documentos consistían en "los registros de un gran número de disecciones ... de cuerpos enfermos, con sus observaciones sobre el desarrollo de los insectos, y una serie de notas sobre anatomía comparada" . Durante este periodo, Harvey mantuvo su posición, ayudó a los heridos en varias ocasiones y protegió a los hijos del Rey durante la Batalla de Edgehill.
Los conflictos de la Guerra Civil pronto llevaron al rey Carlos a Oxford, con Harvey como asistente, donde el médico fue nombrado "Doctor en Física" en 1642 y más tarde Warden del Merton College en 1645. "En Oxford muy pronto (Harvey) se instaló en sus ocupaciones habituales, sin importarle el estrépito de las armas y las constantes marchas y contramarchas a su alrededor, pues la ciudad siguió siendo la base de operaciones hasta su rendición...". "

## Nuevo modelo circulatorio
Es probable que para sus descubrimientos acerca de la circulación de la sangre Harvey se haya inspirado en las obras de René Descartes y Miguel Servet, y quizás también en la medicina musulmana antigua, especialmente en la obra de Ibn Nafis, quien realizó trabajos sobre las arterias en el siglo XIII. Sin perjuicio de ello, lo cierto es que la principal influencia para el desarrollo de sus avances fueron los autores y profesores de la Escuela de Padua: Hyeronimus Mercurialis (1530-1606), traductor de Hipócrates; Mateo Realdo Colombo (1516-1559); Gabriel Falopio (1523-1562); Andreas Vesalio (1514-1574), creador de la anatomía moderna, y principalmente su maestro directo; Hyeronimus Fabricius (1533-1619), quien había descubierto ciertos pliegues membranosos en el interior de la venas, a los que llamó «válvulas», y que describió en su libro De venarum ostiolis (Sobre las válvulas venosas, 1603). Fabricius introdujo a Harvey en la fisiología desde la visión moderna del movimiento desarrollado en Padua durante el siglo XVI, así como a la investigación embriológica y del desarrollo del feto, temas también abordados en la obra de Harvey.
Aparte de su experiencia en Padua, influyó en Harvey para el posterior desarrollo de sus ideas su labor en el Colegio de Médicos de Londres, donde se le encomendó hacerse cargo de las Lumleian Lectures, desde 1616 hasta 1656. Dos lecciones semanales durante el año y una disección o anatomía pública al año eran las tareas a desempeñar. En 1616 escribe sus Praelectiones Anatomicae (Lecciones previas de anatomía), con las que preparaba sus clases.
Harvey desarrolló sus estudios sobre la circulación de la sangre en 1616, publicando sus resultados en 1628, en su libro Exercitatio Anatomica de Motu Cordis et Sanguinis in Animalibus (Un estudio anatómico sobre los movimientos del corazón y la sangre de los animales, en latín), donde utilizando el método científico argumentó su hipótesis de que la sangre era bombeada alrededor del cuerpo por el corazón en el sistema circulatorio. Esta hipótesis se basaba en la observación (observaciones anatómicas) y experimentación (vivisección).
El descubrimiento de Harvey destruyó el antiguo modelo de Claudio Galeno que identificaba la sangre venosa (de color rojo oscuro) y la arterial (más fluida y brillante), cada una con una función diferente. La sangre venosa era producida en el hígado y la arterial en el corazón. Estas sangres se dispersaban por el cuerpo y eran consumidas por él. Harvey determinó que el hígado necesitaría producir 540 libras (unos 250 litros) de sangre por hora para que el cuerpo funcionara; algo exagerado, por lo que concluyó que la sangre se va reciclando.

## Crítica y recepción de su trabajo
El reputado anatomista francés Jean Riolan, en su libro Opuscula anatomica (1649), cuestionó las ideas de Harvey, lo que impulsó a este a defenderse en su tratado Exercitationes anatomicae prima et altera de circulatione sanguinis ad Joannem Riolanum filium (Ejercitaciones anatómicas primera y segunda sobre la circulación de la sangre para Jean Riolan hijo, 1649), en el que argumentaba que la posición de Riolan era totalmente contraria a la observación evidente.
Recepción
En términos más generales, el descubrimiento de Harvey de la circulación de la sangre se basó en una inferencia, no en la observación directa, y era incompatible con el paradigma científico de aquel momento. Ese paradigma sostenía, entre otras cosas, que la sangre podía fluir de un lado del corazón al otro. Harvey sabía que estaba enfrentando una batalla cuesta arriba:
"Pero lo que queda por decir sobre la cantidad y el origen de la sangre que pasa así, es de carácter tan novedoso e inaudito que no solo me temo a mí mismo de la envidia de unos pocos, sino que tiemblo que la humanidad en general me considere como su enemigo".
Las premoniciones de Harvey, dice Beveridge, estaban bien fundamentadas y "fue objeto de burlas y abusos, y su práctica sufrió mucho. Solo después de una lucha de más de veinte años fue aceptada la circulación de la sangre". Por lo tanto, la historia de Harvey proporciona un ejemplo de la frecuente resistencia al descubrimiento científico.

## Escritos
- 1628: Exercitatio Anatomica de Motu Cordis et Sanguinis in Animalibus
- 1649: Exercitationes anatomicae prima et altera de circulatione sanguinis ad Joannem Riolanum filium
- 1651: Exercitationes de generatione animalium, quibus accedunt quaedam de partu, de membranis ac humoribus uteri, et de conceptione

## Eponimia
- El cráter lunar Harvey lleva este nombre en su memoria.